# Актион (Этолия и Акарнания)
А́ктион (греч. Άκτιον ή Άκτιο) — село на одноимённом мысе на побережье залива Амвракикос к югу от залива Превеза и к востоку от озера Салтини, которое в длину достигает 2 километра и 1 километр — в ширину, в 5 километрах к западу от города Воница, в 6 километрах к юго-востоку от города Превеза и в 276 километрах к юго-западу от Афин. Село создано в 1897 году. Входит в сообщество Воница в общине Актион-Воница в периферийной единице Этолия и Акарнания в периферии Западная Греция. Население 180 человек по переписи 2011 года.

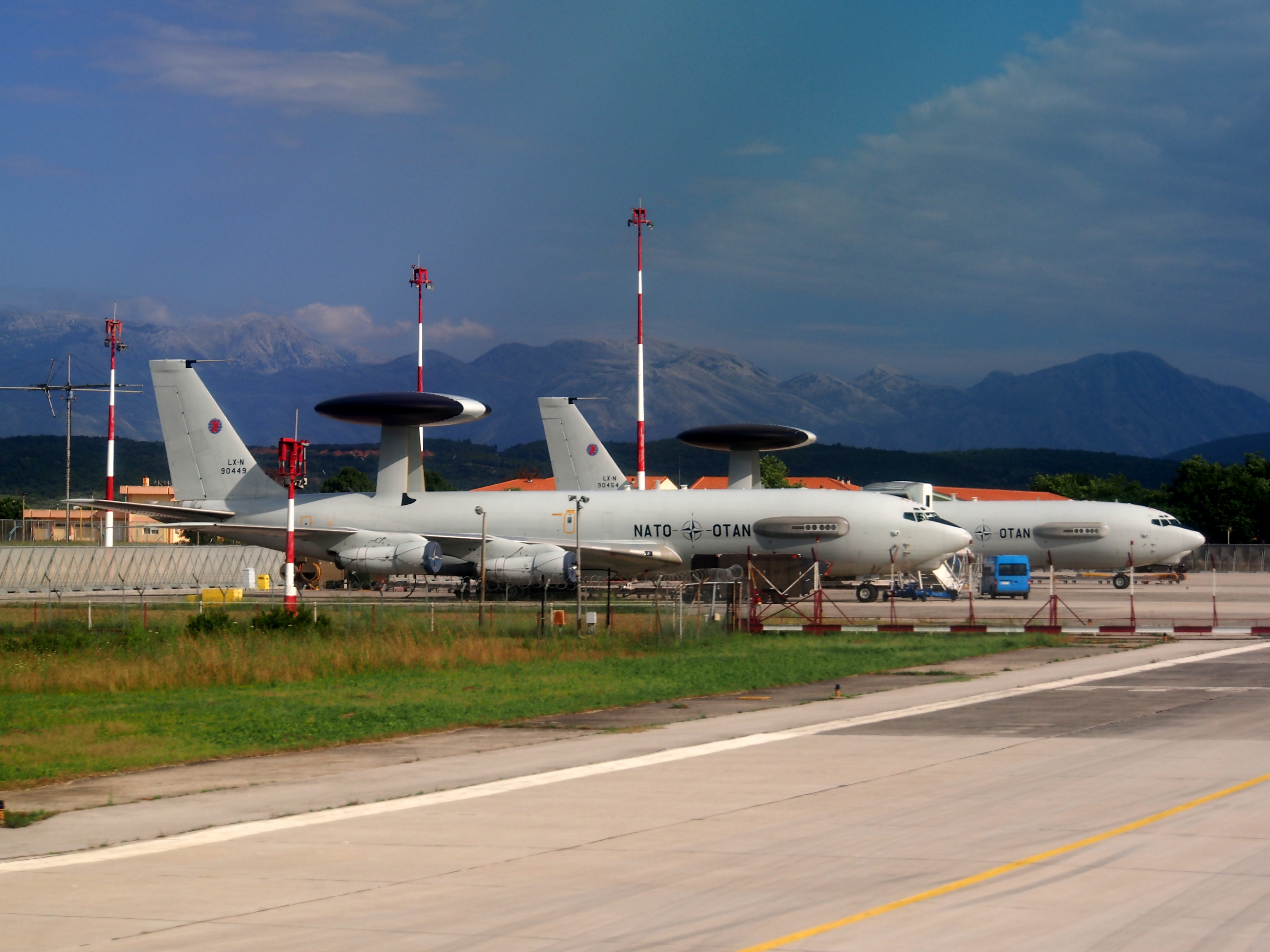
Самолёты NATO AWACS E-3A на базе передового развёртывания «Актион»

Через село проходит европейский маршрут E952, который ведёт к подводному туннелю Актион — Превеза длиной 910 метров под проливом Превеза, расположенному в 4 километрах к северо-западу и построенному в 2002 году. До строительства подводного туннеля в Актионе был оживлённый порт, который обслуживал паромное сообщение с Эпиром.
В 3 километрах к северо-западу находится одноимённый аэропорт (ИАТА: PVK, ИКАО: LGPZ), который расположен на одноимённой базе передового развёртывания (англ. Forward Operating Base (FOB) Aktion), которая обслуживает самолёты NATO AWACS E-3A.

## История

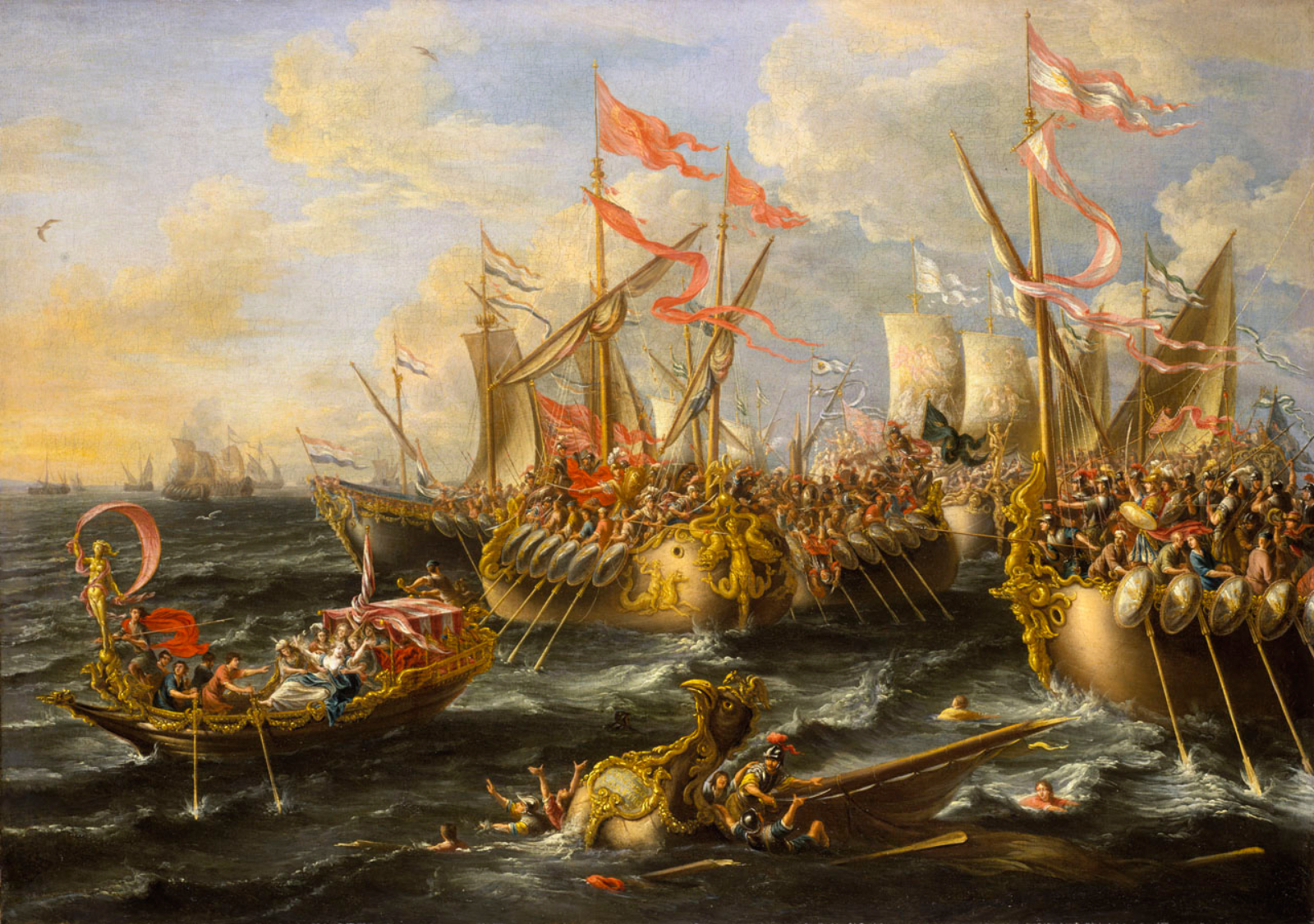
Сражение при Акциуме. Лоренцо Кастро, 1672. Национальный морской музей в Лондоне

Сражение при Акциуме

У мыса Актион находилась колония Анакторий. У мыса Актион в 435 году до н. э. флот Коринфа (75 кораблей) был разгромлен флотом Керкиры (80 кораблей) в морском сражении при Левкимне.
С V века до н. э. существовал знаменитый храм Аполлона Актийского. Раз в два года жителями городов Акарнании проводились Акцийские игры — конные и атлетические соревнования, посвящённые Аполлону, наградой в играх служил лавровый венок.
2 сентября 31 года до н. э. состоялось сражение при Акциуме между Марком Антонием и Клеопатрой с одной стороны и Октавианом — с другой. Сражение стало следствием гражданской войны после смерти Цезаря в 44 году до н. э. В морской битве при Акциуме погибло не более пяти тысяч человек, но в плен было взято триста кораблей Марка Антония. В 27 году до н. э. Октавиан стал первым римским императором.
Октавиан в память о победе воздвиг на холме храм Аполлона Актийского и посвятил ему трофей с носами десяти кораблей, от монер до пентер, а рядом поставил бронзовое изображение осла с погонщиком. На священном участке Аполлона Актийского проводились каждые пять лет Акцийские игры, до III века столь же известные и популярные как Олимпийские, Пифийские, Истмийские и Немейские. Жителей эпирских городов Октавиан переселил в город, основанный в честь победы в 30 году до н. э. напротив Актиона, к северу от Превезы, который назвал Никополь («город победы»).
В конце XVIII века в османский период для контроля над входов в залив Амвракикос начато строительство небольшой крепости Актиона (греч. Φρούριο Ακτίου Βόνιτσας), завершенное Али-пашой Тепеленским в 1807—1810 гг. Треугольный двор окружен высокой стеной с тремя большими бастионами по углам. Одна сторона треугольника обращена к морю. Две стороны имеют длину 45 метров. Стороной длиной 35 метров крепость обращена к морю. Крепость сыграла важную роль в ходе Греческой революции. Несмотря на усилия, грекам не удалось её занять и она оставалась в руках турок. Крепость хорошо сохранилась и объявлена в 1993 году археологическим памятником.

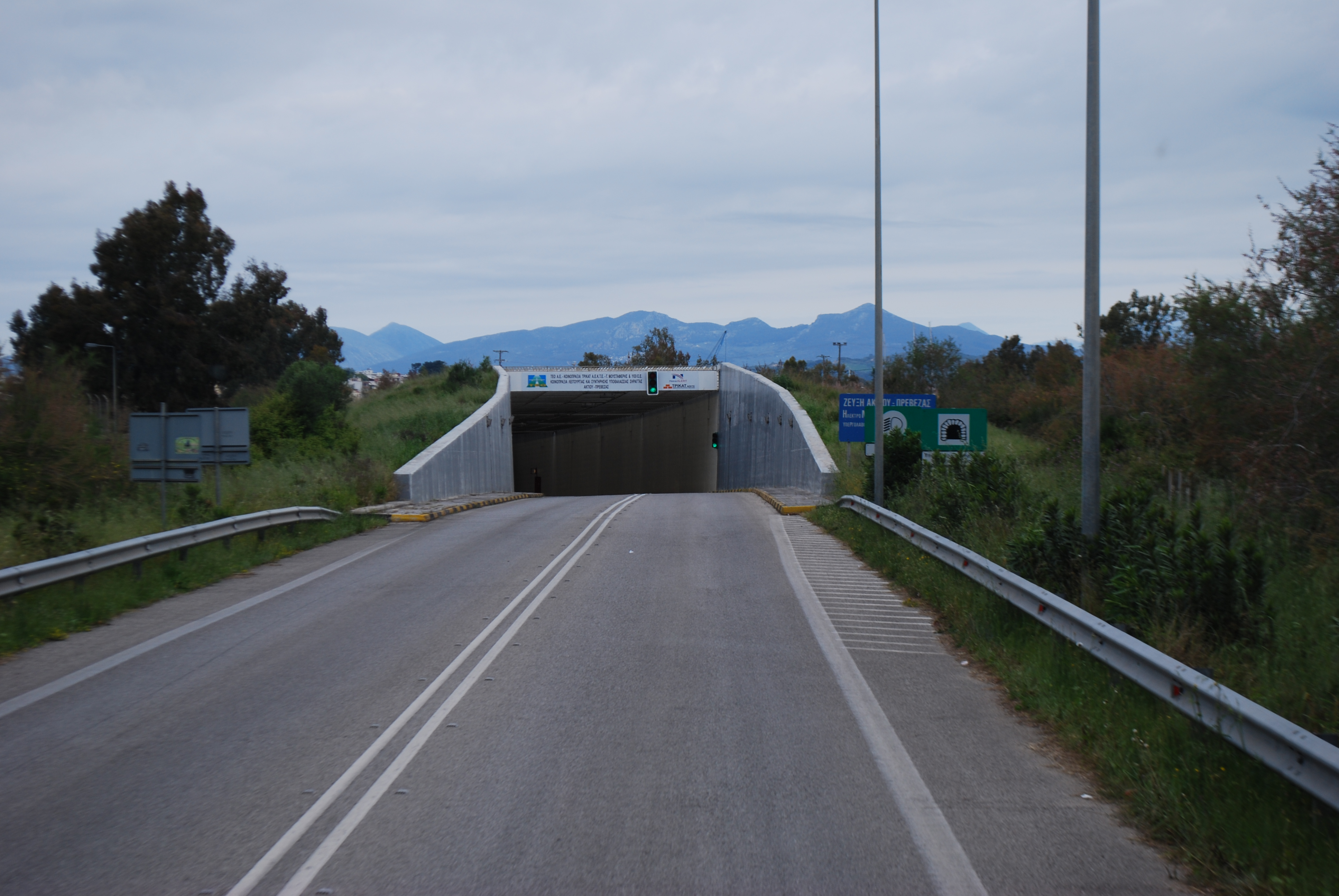
Вход в подводный туннель Актион — Превеза

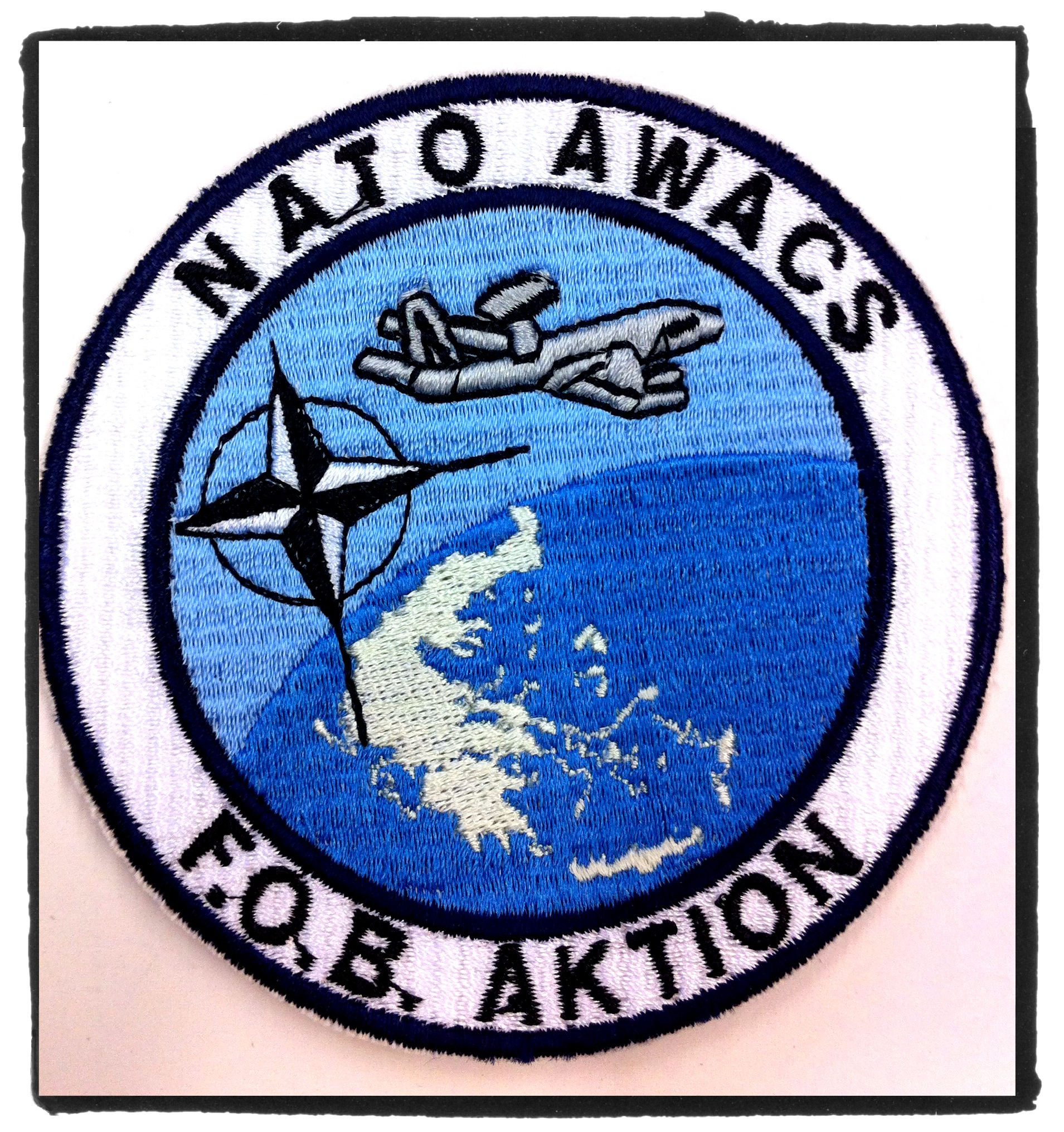
Эмблема базы передового развёртывания «Актион»

Актион служил много лет сообщению между Эпиром и Средней Грецией через паромы, соединяющие Актион с Превезой. Строительство подводного туннеля «Актион — Превеза», являющегося частью европейского маршрута E952, было завершено в июне 2002 года и считается одним из важнейших проектов развития в Греции: в сочетании с мостом Рион — Андирион он станет решающим фактором в развитии Западной Греции и особенно Эпира.
У мыса Актион находится государственный аэропорт «Актион», который расположен на одноимённой базе передового развёртывания. База построена в 1958 году. В 1960-е годы создан первый авиационный отряд. В 1974 году создана 131-я боевая группа из 344-й эскадрильи истребителей-бомбардировщиков на F-84F. Строительство главной взлётно-посадочной полосы базы начато в начале 1983 года. С марта 1986 года база обслуживает самолёты NATO AWACS E-3A, а также вертолёты и пожарные самолёты. База принимала участие в операциях «Обдуманная сила», «Союзная сила», «Силы для Косово», «Активные усилия» и обеспечении безопасности Летних Олимпийских и Паралимпийских игр 2004 года в Афинах.

## Население
| Год  | Население, человек |
| ---- | ------------------ |
| 1991 | 247                |
| 2001 | 205                |
| 2011 | ↘ 180              |